# تأثير التعرض المحض
تأثير التعرض المحض (بالإنجليزية: Mere-exposure effect)‏، هو ظاهرة نفسية توضح ميل الناس لتفضيل الأشياء لمجرد أنهم على دراية بها. في علم النفس الاجتماعي، يسمى هذا التأثير أحيانًا مبدأ الأُلفة، وأُثبت هذا التأثير بالعديد من الأشياء المختلفة، بما في ذلك الكلمات والمقاطع الصينية واللوحات والأصوات والأشكال الهندسية. في دراسة جاذبية الأشخاص، وُجد أنه كلما زادت رؤية الأشخاص لبعضهم، كلما كانوا أكثر أُلفة.

## الأبحاث
أجرى جوستاف فيشنر أول بحث معروف عن هذا التأثير في عام 1876، ووثق إدوارد تيتشنر هذا التأثير ووصف ما سماه «الشعور بالدفء» لوجود شيء مألوف، ولكن هذه الفرضية أُهملت عندما أظهرت النتائج أن تفضيل الأشياء لا يعتمد على الانطباعات الذاتية للفرد.
يُعد روبرت زايونتس هو الباحث الأكثر شهرة لتطوير تأثير التعرض المحض. قبل إجراء بحثه، لاحظ أن التعرض لحافز جديد يثير في البداية غريزة الخوف والتجنب، وهذا يحدث لجميع الكائنات الحية. وعند كل تعرض لاحق لهذا الحافز الجديد، تقل غريزة الخوف شيئًا فشيئًا، وبعد التعرض المتكرر، يبدأ الكائن الحي بالاهتمام الشديد لهذا الحافز. أدت هذه الملاحظة إلى البحث وتطوير تأثير التعرض المحض.

### زايونتس (الستينات -التسعينات)
في السيتينات من القرن العشرين، أظهرت سلسلة التجارب التي أجراها زايونتس أن الأشخاص يميلون إلى تقييم الحافز المألوف بشكل إيجابي أكثر من غيره من المحفزات التي لم يسبق لهم التعرض لها. في البداية، نظر زايونتس إلى اللغة وتكرار الكلمات المستخدمة، حيث وجد أن الكلمات الإيجابية الشاملة استُخدمت أكثر من نظيراتها السلبية. في وقت لاحق، أظهر نتائج مماثلة لمجموعة متنوعة من المحفزات مثل المضلعات وصور التعبيرات والرسومات.
في عام 1980، اقترح زايونتس فرضية الأسبقية العاطفية: أن الوجدان يمكن استنباطه مع إدخال الحد الأدنى من التحفيز. من خلال تجارب تأثير التعرض المحض، سعى زايونتس إلى تقديم دليل على فرضية الأسبقية العاطفية، أي أن الأحكام العاطفية تتم دون عمليات معرفية مسبقة. اختبر هذه الفرضية من خلال تقديم محفزات متكررة للمشاركين عند عتبات دون المستوى الأمثل بحيث لا يُظهرون وعيًا أو إدراكًا للمحفزات المتكررة (عند سؤالهم عما إذا كانوا قد شاهدوا الصورة، كانت الاستجابات على مستوى الصدفة)، لكنهم استمروا في إظهار التحيز العاطفي تجاه المحفزات التي تعرضوا لها بشكل متكرر. قارن زايونتس النتائج من المحفزات الأولية التي عُرضت لفترة أطول، مما سمح بوجود الوعي، بالمحفزات التي تظهر لفترة وجيزة بحيث لم يُظهر المشاركون وعيًا بها. وجد أن المحفزات الأولية التي تظهر بإيجاز أكثر والتي لم يجري التعرف عليها دفعت إلى استجابات أسرع للإعجاب من تلك المعروضة على مستويات الوعي.
أُجريت تجربة لاختبار تأثير التعرض المحض باستخدام بيض الدجاج المخصب، حيث لُعبت نغمات على ترددين مختلفين لمجموعة مختلفة من الكتاكيت قبل أن تُمس. عند الفقس، لعبت النغمات لمجموعتي الكتاكيت. كانت كل مجموعة تختار باستمارا نفس النغمة التي لُعبت قبل ذلك.
عرضت تجربة أخرى الأحرف الصينية لفترات قصيرة لمجموعتين من الناس. قيل لهم بعد ذلك أن هذه الرموز تمثل صفات وطُلب منهم تقييم ما إذا كانت الرموز تحمل دلالات إيجابية أو سلبية. صُنفت الرموز التي رآها الأشخاص في السابق بشكل إيجابي أكثر من تلك التي لم يروها. في تجربة مماثلة، لم يُطلب من الناس تقييم دلالات الرموز، ولكن طُلب منهم وصف حالتهم المزاجية بعد التجربة. أفاد أعضاء المجموعة الذين تعرضوا بشكل متكرر لحروف معينة بأنهم في حالة مزاجية أفضل من أولئك الذين لم يتعرضوا لذلك.
في شكل آخر للتجربة، عُرض على الأشخاص صورة على منظار التاكيستوس [الإنجليزية] لفترة وجيزة جدًا لا يمكن إدراكها بوعي. أنتج هذا التعرض الـ لا شعوري التأثير نفسه، على الرغم من أنه من المهم ملاحظة أنه من غير المحتمل أن تحدث التأثيرات اللاشعورية بدون ظروف معملية خاضعة للرقابة.
وفقًا لـ زايونتس، فإن تأثير التعرض المحض يمكن حدوثه دون إدراك واعٍ، كما أن تفضيل الأشياء لا يحتاج إلى استدلالات. هذا الإدعاء حفَّز الكثير من البحث في العلاقة بين الإدراك والتأثير. يوضح زايونتس أنه إذا كانت التفضيلات أو المواقف تعتمد فقط على وحدات المعلومات ذات التأثير المرتبط بها، فإن الإقناع سيكون بسيطًا إلى حد ما. يُناقش زايونتس بأن الأمور ليست كذلك، حيث فشلت أساليب الإقناع البسيطة هذه فشلاً ذريعًا. كما أوضح أن الاستجابات المؤثرة للمحفزات تحدث بسرعة أكبر بكثير من الاستجابات المعرفية، وأن هذه الاستجابات غالبًا ما تحدث بثقة أكبر بكثير. يقول زايونتس أن الفكر (الإدراك) والشعور (التأثير) مختلفان، وأن الإدراك ليس خاليًا من التأثير ولا التأثير خاليًا من الإدراك. أن "شكل التجربة الذي جئنا لنسميه الشعور يرافق كل إدراك، وأنه ينشأ في وقت مبكر من عملية التسجيل والاسترجاع، وإن كان ضعيفًا وغامضًا، وأنه مشتق من نظام موازٍ ومنفصل ومستقل جزئيًا في الكائن الحي.
وفقًا لزايونتس، لا يوجد دليل تجريبي على أن الإدراك يسبق أي شكل من أشكال صنع القرار. في حين أن هذا افتراض شائع، يقول زايونتس أنه من المرجح أن تُتخذ القرارات دون إدراك. حيث يُساوي اتخاذ قرار بشأن شيء ما بالإعجاب به، مما يعني أننا ندرك الأسباب التي تجعلنا نتخذ قرارًا منطقيًا أكثر من اتخاذ قرار بشأنه. بعبارة أخرى، نحن نُصدِر الأحكام أولاً، ثم نسعى إلى جعلها حقيقة من خلال التبرير.

### جوتزنجر (1968)
أجرى تشارلز جوتزنجر تجربة باستخدام تأثير التعرض المحض على فصله في جامعة ولاية أوريغون. كان جوتزنجر قد جعل طالبًا يحضر إلى الفصل في حقيبة سوداء كبيرة يظهر منها قدميه فقط. وُضعت الحقيبة السوداء على طاولة في الجزء الخلفي من الفصل الدراسي. كانت تجربة جوتزنجر تتمثل في مراقبة ما إذا كان الطلاب سيتعاملون مع الحقيبة السوداء وفقًا لمجرد تأثير التعرض ل زايونتس. تعامل الطلاب في الفصل أولاً مع الحقيبة السوداء بشكل عدواني، والتي تحولت بمرور الوقت إلى فُضول، وفي النهاية إلى صداقة. تؤكد هذه التجربة تأثير التعرض المحض لزايونتس، وذلك ببساطة عن طريق تقديم الحقيبة السوداء مرارًا وتكرارًا للطلاب الذين تغير موقفهم تجاهها، أو كما يوضح زايونتس أن مجرد تعرّض الفرد المتكرر لحافز هو شرط كافٍ لتعزيز موقفه تجاه هذا الحافز.

### بورنشتاين (1989)
وجد التحليل التلوي لـ 208 تجربة أن تأثير التعرض المحض قوي وموثوق، مع تأثير حجمه r = 0.26. وجد هذا التحليل أن التأثير يكون أقوى عند تقديم محفزات غير مألوفة لفترة وجيزة، ويصل تأثير التعرض المحض إلى الحد الأقصى خلال 10-20 عرضًا، وتُظهر بعض الدراسات أن الإعجاب قد ينخفض بعد سلسلة طويلة من التعرضات. على سبيل المثال، يُعجب الأشخاص عمومًا بالأغنية بشكل أكبر بعد سماعها عدة مرات، لكن العديد من التكرار يمكن أن يُقلل هذا الإعجاب. التأخير بين التعرض وقياس الإعجاب يميل بالفعل إلى زيادة قوة التأثير، كما أن التأثير أضعف في الأطفال، وللرسومات واللوحات بالمقارنة مع الأنواع الأخرى من المحفزات. أظهرت إحدى تجارب علم النفس الاجتماعي أن التعرض للأشخاص الذين نكرههم في البداية يجعلنا نكرههم أكثر.

### زولا-مورغان (2001)
دعمًا لادعاء زايونتس أن التأثير لا يحتاج إلى حدوث الإدراك، أجرى زولا-مورغان تجارب على قرود يعانون من آفات في اللوزة الدماغية (بنية الدماغ التي تستجيب للمنبهات العاطفية). في تجاربه، أثبت زولا-مورغان أن آفات اللوزة تؤدي إلى إضعاف الأداء العاطفي، ولكن ليس العمليات المعرفية. ومع ذلك، فإن آفات قرن آمون (بنية الدماغ المسؤولة عن الذاكرة) تُضعِف الوظائف الإدراكية ولكنها تترك الاستجابات العاطفية نشيطة بشكل كامل.

## الطلاقة الإدراكية
يَفترض تأثير مجرد التعرض أن التعرض المتكرر للمحفز يُزيد طلاقة المعالجة [الإنجليزية]، وهي السهولة التي يمكن بها معالجة المُحفز. الطلاقة الإدراكية بِدورها تُزيد من التأثير الإيجابي. أظهرت الدراسات أن التعرض المتكرر يُزيد من الطلاقة الإدراكية، مما يؤكد التأثير الإيجابي في الذاكرة والتعلم الإدراكي. أكدت دراسات لاحقة هذه النتيجة.

## تطبيقات

### صناعة الإعلانات
إن التطبيق الأكثر وضوحًا لتأثير التعرض المحض هو في الإعلانات، لكن الأبحاث حول فعاليته في تعزيز مواقف المستهلكين تجاه شركات ومنتجات معينة كانت مختلطة. اختبرت إحدى الدراسات تأثير التعرض المحض مع إعلانات الشعارات على شاشة الكمبيوتر. طُلب من الطلاب في سن الجامعة قراءة مقال على الكمبيوتر بينما تومض إعلانات الشعارات في أعلى الشاشة. أظهرت النتائج أن كل مجموعة تتعرض لرؤية الشعار قامت بتصنيف الإعلان بشكل إيجابي أكثر من الإعلانات الأخرى التي تُعرض بتكرار أقل أو التي لم تُعرض. هذا البحث يدعم تأثير التعرض المحض.
أظهرت دراسة مختلفة أن المستويات الأعلى من التعرض للوسائط ترتبط بانخفاض سمعة الشركات حتى عندما يكون التعرض إيجابيًا في الغالب. خلصت مراجعة لاحقة للبحث إلى أن التعرض يؤدي إلى تضارب لأنه يؤدي إلى عدد كبير من الارتباطات التي تميل إلى أن تكون محببة وغير محببة. من المرجح أن يكون التعرض مفيدًا عندما تكون الشركة أو المُنتَج جديدًا وغير مألوف لدى المستهلكين، وقد لا يكون هناك مستوى مثالي من التعرض للإعلان. في دراسة ثالثة، قام مَن أجروا التجربة بتهيئة المستهلكين بدوافع عاطفية. حيث جرى تجهيز مجموعة من المستهلكين العطشى بـ «وجه سعيد» قبل أن يُقدَّم لهم مشروب، في حين عُرض للمجموعة الثانية «وجه غير سعيد». اشترت المجموعة التي رأت الوجه السعيد المزيد من المشروبات، وكانت أيضًا على استعداد لدفع المزيد مقابل المشروبات أكثر من نظرائهم في المجموعة الثانية. تدعم هذه الدراسة ادعاء زايونتس بأن الخيارات ليست بحاجة إلى الإدراك. غالبًا ما يختار المشترون ما «يعجبهم» بدلاً من ما يعرفونه إلى حد كبير.
في عالم الإعلان، يشير تأثير التعرض المحض إلى أن المستهلكين لا يحتاجون إلى التعرف على الإعلانات، فالتكرار البسيط يكفي لجعل ما يسمى بـ «تتبع الذاكرة» في عقل المستهلك ويؤثر بشكل غير واعي على سلوكهم الاستهلاكي. يشرح أحد العلماء هذه العلاقة على النحو التالي: «الميول التي تنشأ من خلال مجرد التعرض قد تكون أولية بمعنى أنها لا تتطلب نوع المعالجة المُتعمدة المطلوبة لتشكيل موقف من العلامة التجارية».

### مجالات أخرى
تأثير التعرض المحض موجود في معظم مجالات اتخاذ القرار البشري. على سبيل المثال، يميل العديد من تجار الأسهم إلى الاستثمار في الأوراق المالية للشركات المحلية لمجرد أنهم على دراية بها، على الرغم من أن الأسواق الدولية تُقدم بدائل مماثلة أو أفضل. كما يؤدي تأثير التعرض المحض لتشويه نتائج استطلاعات تصنيف المجلات العلمية [الإنجليزية]، حيث أن الأكاديميين الذين سبق لهم أن نشروا أو أكملوا مراجعات لمجلة أكاديمية معينة، يُفضِّلونها بدرجة أعلى بشكل كبير من غيرها التي لم يسبق لهم النشر فيها. هناك نتائج مختلطة حول مسألة ما إذا كان التعرض يمكن أن يعزز العلاقات الجيدة بين مختلف الفئات الاجتماعية، فعندما يكون لدى المجموعات بالفعل مواقف سلبية تجاه بعضها البعض، يمكن أن يؤدي التعرض الإضافي إلى زيادة العداء. وجد تحليل إحصائي لأنماط التصويت أن تعرُّض المرشح له تأثير قوي على عدد الأصوات التي يحصل عليها، ويختلف ذلك عن شعبية سياساته.